# Erone di Alessandria
Erone di Alessandria, chiamato anche Erone il Vecchio (in greco antico: Ἥρων ὁ Ἀλεξανδρεύς?, Hérōn ho Alexandréus; I secolo d.C.?), è stato un matematico, astronomo, ingegnere e inventore alessandrino, che realizzò l'eolipila e molti altri congegni meccanici.
La sua collocazione cronologica non è sicura e oscilla fra il I secolo e il II secolo.

## Biografia
Le informazioni riguardo alla vita di Erone sono scarsissime: il secolo in cui visse è stato individuato datando al 13 marzo del 62 d.C. un'eclissi di Luna da lui osservata. Matematico e meccanico, ricoprì la carica di insegnante di materie tecniche nel prestigioso Museo di Alessandria. Attento lettore dei testi di Ctesibio e Filone, Erone studiò accuratamente anche le opere di Euclide e Archimede, traendone notevole frutto. Autore di numerosi trattati, Erone affermerà con vigore la necessità di una preparazione completa, fatta di teoria e pratica. Nelle opere di matematica e geometria (Definitiones, Geometria, Geodaesia, Stereometrica, Mensurae, Metrica), Erone propose brillanti sistemi per risolvere problemi di misurazione, illustrò l'invenzione di un metodo per approssimare le radici cubiche e quadrate di numeri che non sono quadrati o cubi perfetti e individuò, inoltre, la formula (nota appunto come formula di Erone) per determinare l'area di un triangolo in funzione dei suoi lati. Di particolare spessore furono anche le ricerche di ottica, giunte attraverso una versione latina della Catottrica, in cui Erone giunse a definire correttamente le leggi della riflessione. Nel trattato sulla Diottra Erone propose l'impiego di una specie di teodolite, da lui inventato; vi è, inoltre, un capitolo sull'astronomia nel quale fornisce il metodo per calcolare la distanza tra due città, Roma e Alessandria, basandosi sulle diverse ore locali in cui è stata osservata un'eclissi lunare.
Erone scrisse anche trattati su specifiche discipline. La Pneumatica, oggi considerata opera di grande spessore, si apre con un'introduzione teorica seguita dalla descrizione di numerosi dispositivi azionati dalla pressione dell'acqua, del vapore, dell'aria compressa. In quest'opera lo studioso alessandrino palesa le sue capacità di inventore, delineando dispositivi quali l'eolipila e la fontana detta di Erone. L'eolipila, o sfera di Eolo mostra come l'energia termica può essere trasformata in energia meccanica sfruttando la pressione derivante dal riscaldamento di acqua all'interno di una sfera metallica.
Erone avrebbe lasciato anche un trattato sulla costruzione delle macchine da guerra. Nella sua opera Sugli automi illustra teatrini automatici dotati di moto autonomo, rettilineo o circolare, per tutta la durata dello spettacolo.
Il capolavoro di Erone è però il trattato di Meccanica, pervenutoci solo in traduzione araba. In questo testo lo scienziato alessandrino, per primo, porta a sistemazione definitiva l'aspetto teorico e pratico della meccanica, riconducendola alle cinque macchine semplici - leva, argano, carrucola, vite e cuneo - il funzionamento delle quali dipende dal principio della leva. Sopravvivono, inoltre, frammenti dei contributi di Erone su Gli orologi ad acqua, e dei Commentari sugli Elementi di Euclide.

## Invenzioni
Al suo ingegno si devono l'invenzione della dioptra, dell'odometro, del paranco a fune e della gru a bandiera. Formulò le leggi della riflessione e la formula che esprime l'area di un triangolo (A) in funzione dei suoi lati (a, b e c) e del semiperimetro p.
{\textstyle A={\sqrt {p\times (p-a)\times (p-b)\times (p-c)}}}
Fu inoltre autore di diversi scritti di geometria, fra i quali Le misure, in tre libri, e il Commento agli Elementi di Euclide e due libri di Pneumatica, in cui si descrivono numerose applicazioni della pressione. Tra queste, una in particolare, la macchina di Erone, che serviva ad aprire e chiudere automaticamente le porte di un tempio (una versione tardo ellenistica delle moderne porte automatiche).
Fu sempre Erone a inventare il tasto per strumenti a corda: egli sostituì il pizzicato con la percussione di una corda musicale, controllata da un tasto che solleva un martelletto da una posizione di riposo in basso verso l'alto a colpire la corda.

## Progetti

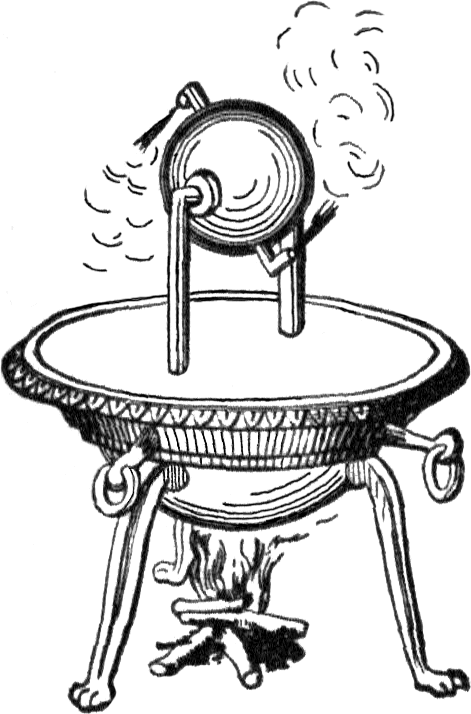
Ricostruzione dell'eolipila di Erone

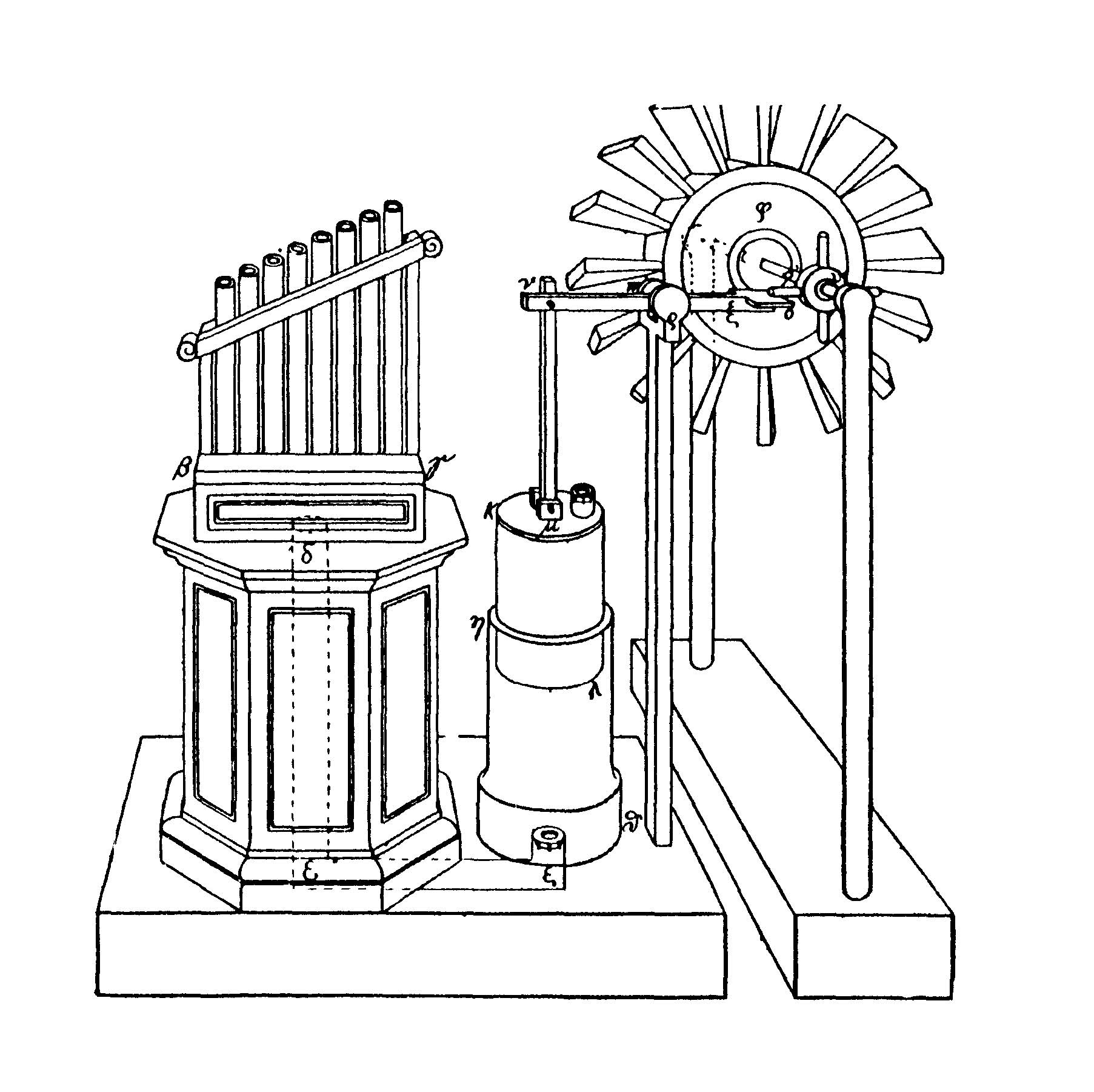
Ricostruzione moderna di un organo a vento di Erone

- Eolipila, la prima macchina a vapore di cui si abbia notizia.
- Fontana di Erone[1].
- Una pala a vento per il funzionamento di un organo.[2][3]
- Macchina teatrale in grado di mettere in scena uno spettacolo, completamente automatizzato, di circa dieci minuti. Consisteva di macchine guidate da antenati delle moderne ruote dentate, corde e nodi, programmabili.[4]
- Cheiroballistra (χειροβαλλίστρα), balestra a uso personale con bracci in fasci di tendini.[5]

## Opere scritte

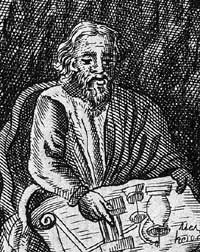
Erone di Alessandria come immaginato in una stampa del 1688

Le opere attribuite a Erone possono dividersi in tre gruppi principali: uno sui trattati matematici ingegneristici, uno sulla meccanica in generale e uno sui dispositivi concreti.
Per quanto riguarda i trattati matematici sono presenti:
- Metrica, descrizione di tecniche per calcolare superfici e volumi di differenti oggetti, in cui sono presenti dimostrazioni con esempi numerici.
- Definizioni.

Appartengono al secondo gruppo:
- Sulla dioptra, raccolta di metodi per misurare lunghezze; in questo lavoro viene descritto l'odometro, come pure un apparato che assomiglia a un teodolite.
- Baroulkos, sulla costruzione di una macchina per il trasporto dei pesi.
- Catoptrica, propagazione della luce e sua riflessione, uso degli specchi.
- Mechanica, manuale in tre libri destinato agli architetti e agli ingegneri, contiene strumenti per sollevare oggetti pesanti. Nel primo libro vengono esposti i teoremi sulla gravità di Archimede; nel secondo è un trattato sui vantaggi delle macchine semplici e delle loro combinazioni; nel terzo si tratta di applicazioni pratiche dei concetti degli altri due libri.

Il terzo e ultimo gruppo comprende:
- Belopoeica, descrizione di macchine da guerra.
- Pneumatica, descrizione di macchine funzionanti a pressione (ad aria, acqua o vapore), incluso l'hydraulis, l'organo ad acqua.[6]
- Automata, descrizione di macchine in grado di creare effetti in diversi contesti d'intrattenimento (banchetti, teatri) per mezzi meccanici o pneumatici (apertura o chiusura automatica di porte, statue che versano vino e latte, ecc.).[7]

Lavori che sono stati attribuiti a Erone in passato, ma che oggi vengono considerati di altri autori:
- Geometria, raccolta di equazioni basate sul primo capitolo della Metrica.
- Stereometrica, esempi di calcoli tridimensionali basati sul secondo capitolo della Metrica.
- Mensurae, strumenti che possono essere usati per misure, basati sulla Stereometrica e la Metrica.
- Cheirobalistra, sulle catapulte.
- Definitiones, raccolta di definizioni di geometria.

Le opere di Erone pervenute sono state tramandate da manoscritti arabi.

## Bibliografia

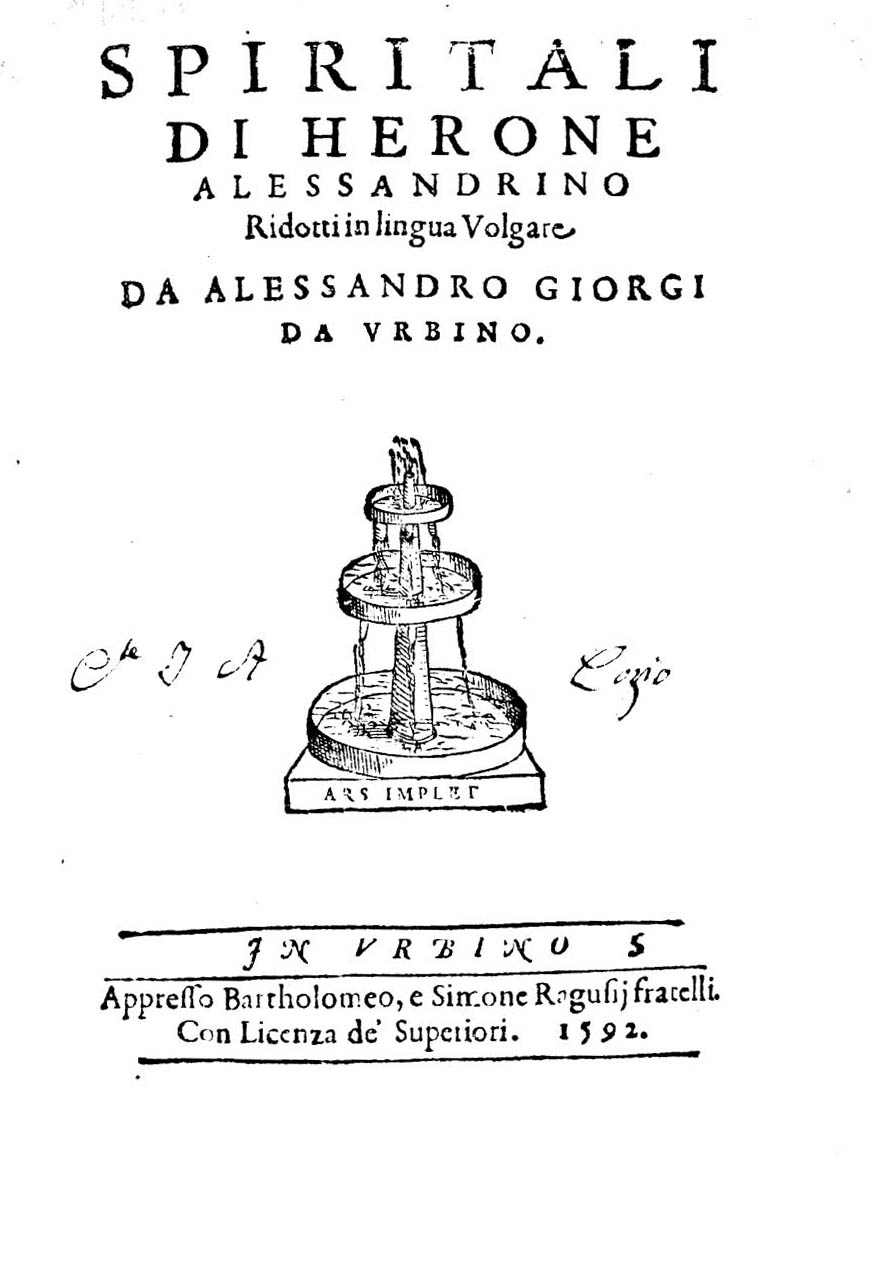
Pneumatica, 1592

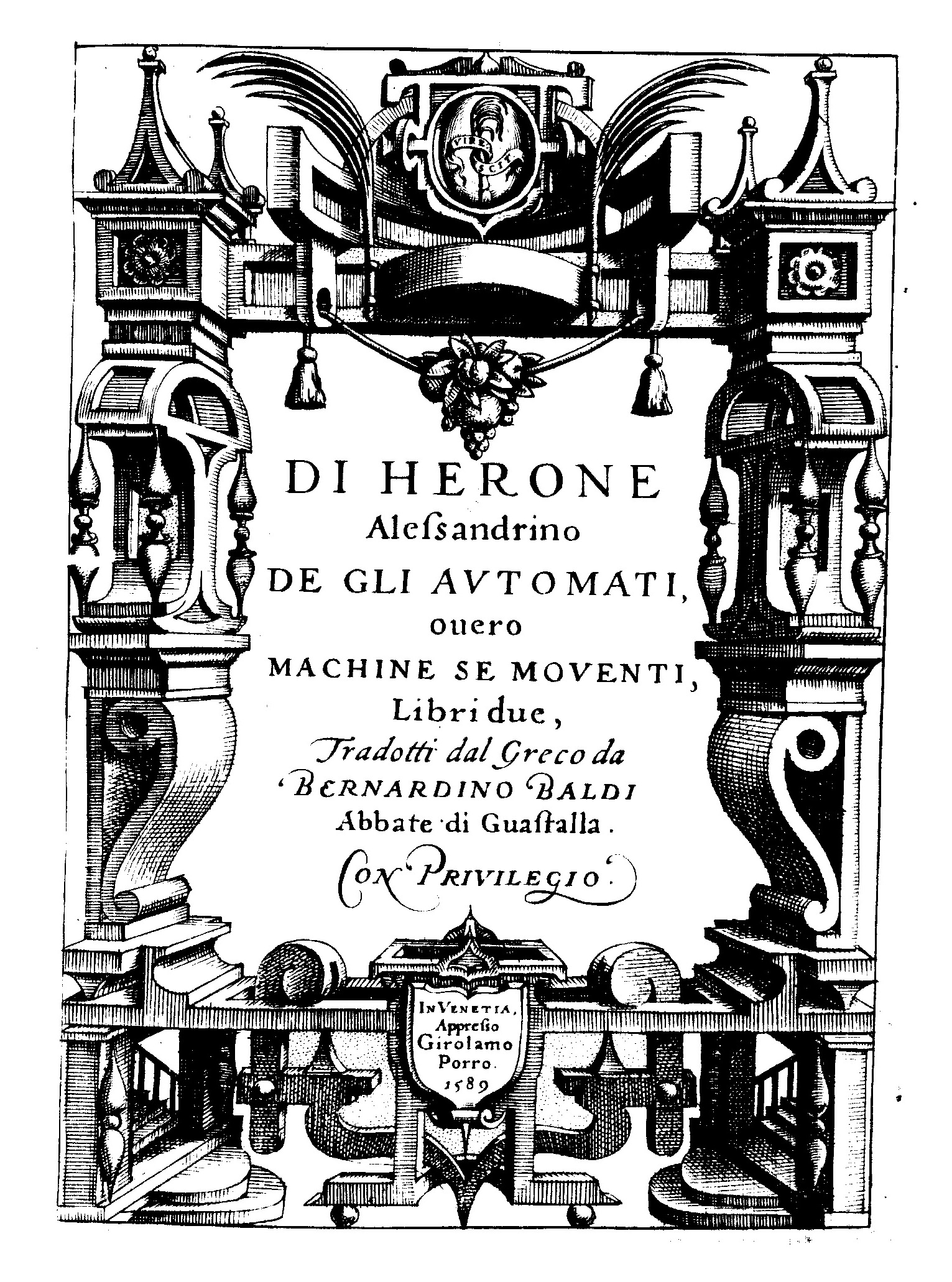
De automatis, 1589

### Edizioni
- (LA) Liber de machinis bellicis, Venezia, Francesco De Franceschi (senese), 1572.